# Belonidium minutissimum
Belonidium minutissimum är en svampart som först beskrevs av August Johann Georg Karl Batsch, och fick sitt nu gällande namn av William Phillips 1887. Belonidium minutissimum ingår i släktet Belonidium och familjen Hyaloscyphaceae.   Inga underarter finns listade i Catalogue of Life.